# Цзунлі ямень

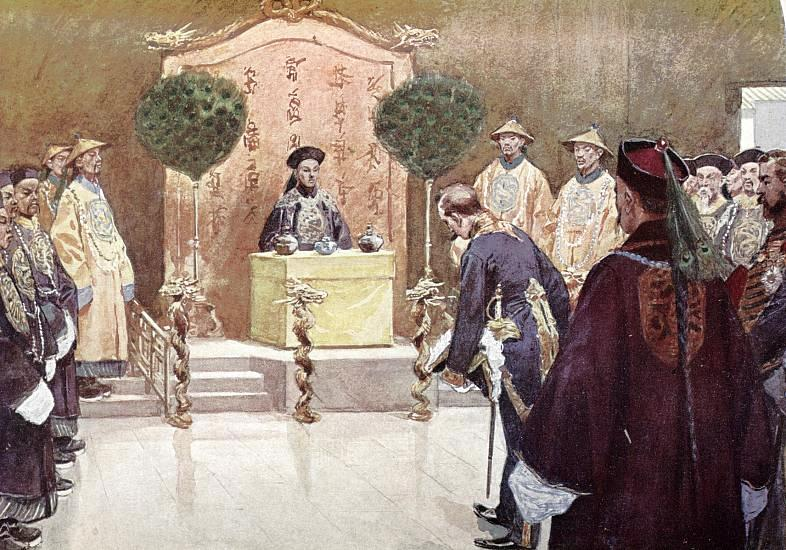
Прийом Цзунлі ямень, 1896

Цзунлі ямень (кит.: 總理衙門; Zǒnglǐ Yámen; традиційне скорочення від 總理各國事務衙門: «Ямень з управління справами країн») — інститут уряду імперії Цін (1644-1912), який виконував функції Міністерства ритуалу закордонних справ замість традиційного Міністерства ритуалу. Проіснував у 1861-1901. Став першою значною інновацією адміністративного спрямування, запровадженого цинським урядом після реформ 1729.

## Виникнення та склад
Заснований після поразки Китаю у Другій Опіумній війні за умовами Пекінського договору. Керував кабінетом з п'яти членів, головним з яких був великий князь Гун Айсіньгеро Ісінь. У підпорядкуванні у них були 24 секретаря, серед яких 8 належали до Відомству військових таємниць — верховного органу цинського уряду, інші набиралися з різних міністерств Пекіна.

## Діяльність
Серед проектів Цзунлі яменю у 1862 було затвердження та публікація китайського перекладу «Елементів міжнародного права» Генрі Вітона. Переклад був виконаний американським місіонером Вільямом Мартіном). Він дозволив Китаю здобути першу дипломатичну перемогу на міжнародній арені, використовуючи поняття «територіальні води» у вирішенні конфлікту на ґрунті Датсько-Прусської війни.
У 1862 відкрито перекладацьку школу, Тунвеньгуань, яка переросла в коледж (з викладанням західних дисциплін, незважаючи на протести консерваторів) у 1867. Її очолив Сюй Цзию.
У 1870-1871 центром уваги різня в Тяньцзині стала (天津教案), розправа місцевого населення з французькою католицькою місією (див. Собор Пресвятої Діви Марії), спровокована безрозсудною витівкою французького консула.
У 1873 ініціював розслідування з експлуатації китайців на низькооплачуваних роботах у Перу та на Кубі. Раніше для захисту прав китайських робітників у США був залученийАнсон Бьорлінгейм.
У 1881, за участю Цзен Цзіцзе, в Петербурзі підписано договір про Ілійський край.